# Nothomitra kovalii
Nothomitra kovalii är en svampart som beskrevs av Raitv. 1971. Nothomitra kovalii ingår i släktet Nothomitra, ordningen disksvampar, klassen Leotiomycetes, divisionen sporsäcksvampar och riket svampar.   Inga underarter finns listade i Catalogue of Life.